# Guglova platforma oblaka
Guglova platforma oblaka (engl. Google Cloud Platform, GCP) je paket usluga računarstva u oblaku koje nudi Gugl i koji pruža niz modularnih usluga u oblaku uključujući računarstvo, skladištenje podataka, analitiku podataka i mašinsko učenje, zajedno sa skupom alata za upravljanje. Pokreće se na istoj infrastrukturi koju Gugl interno koristi za svoje proizvode za krajnje korisnike, kao što su Google SearchGugl pretraga, Gmail i Gugl dokumenti, prema Verma et al. Za registraciju su potrebni podaci o kreditnoj kartici ili bankovnom računu..
Guglova platforma oblaka pruža infrastrukturu kao uslugu, platformu kao uslugu i računarska okruženja bez servera.
U aprilu 2008, Gugl je najavio App Engine, platformu za razvoj i hostovanje veb aplikacija u centrima podataka kojima upravlja Gugl, što je bila prva usluga računarstva u oblaku ove kompanije. Usluga je postala opšte dostupna u novembru 2011. Od najave tog servisa, Gugl je dodao mnoštvo drugih usluga u oblaku na platformu.
Guglova platforma oblaka je deo Gugl oblaka, koji uključuje infrastrukturu javnog oblaka Gugl platforme oblaka, kao i Guglov radni prostor (G paket), poslovne verzije Androida i ChromeOS, i interfejse za programiranje aplikacija (API) za mašinsko učenje i usluge poslovnog mapiranja.

## Spoljašnje veze
- Zvanični veb-sajt
- Google Cloud Latest Release Notes